# Claye-Souilly
Claye-Souilly ist eine französische Gemeinde mit 12.381 Einwohnern (Stand: 1. Januar 2022) im Département Seine-et-Marne in der Region Île-de-France; sie gehört zum Arrondissement Meaux und ist der Hauptort (chef-lieu) des Kantons Claye-Souilly. Der Ort liegt etwa 27 km östlich von Paris. Die Einwohner der Gemeinde heißen Clayois.

## Geographie
Claye-Souilly besteht aus den Quartieren Claye, Souilly, Mauperthuis, Voisins, Bois-Fleuri und dem Gewerbegebiet.
Durch die Gemeinde führt der Canal de l’Ourcq.
Nachbargemeinden von Claye-Souilly sind Messy und Gressy im Norden, Charny im Nordosten, Fresnes-sur-Marne und Arnet-sur-Marne im Osten, Villevaudé und Le Pin im Süden, Villeparisis im Westen sowie Mitry-Mory im Nordwesten.

## Geschichte
Besiedelt ist das Gemeindegebiet spätestens seit der Merowingerzeit. Im 12. Jahrhundert wurde ein Priorat eingerichtet. 1225 wurde dann auf Veranlassung der Familie Châtillon, die sich auch hier niederließen, eine Kapelle gebaut. Während des sechsten Hugenottenkrieges wurde das Château von Claye von den katholischen Truppen unter dem König Heinrich IV. und Charles II. de Lorraine, duc de Mayenne genutzt.
1833 wurde die bis dahin unabhängige Gemeinde Souilly, die aber noch zu Zeiten des Absolutismus Teil des Lehens von Claye war, mit Claye fusioniert.

## Bevölkerungsentwicklung
- 1962: 03.220
- 1968: 04.363
- 1975: 05.735
- 1982: 08.152
- 1990: 09.740
- 1999: 10.152
- 2006: 11.086
- 2011: 11.122

Ab 1962 nur Einwohner mit Erstwohnsitz

## Sehenswürdigkeiten

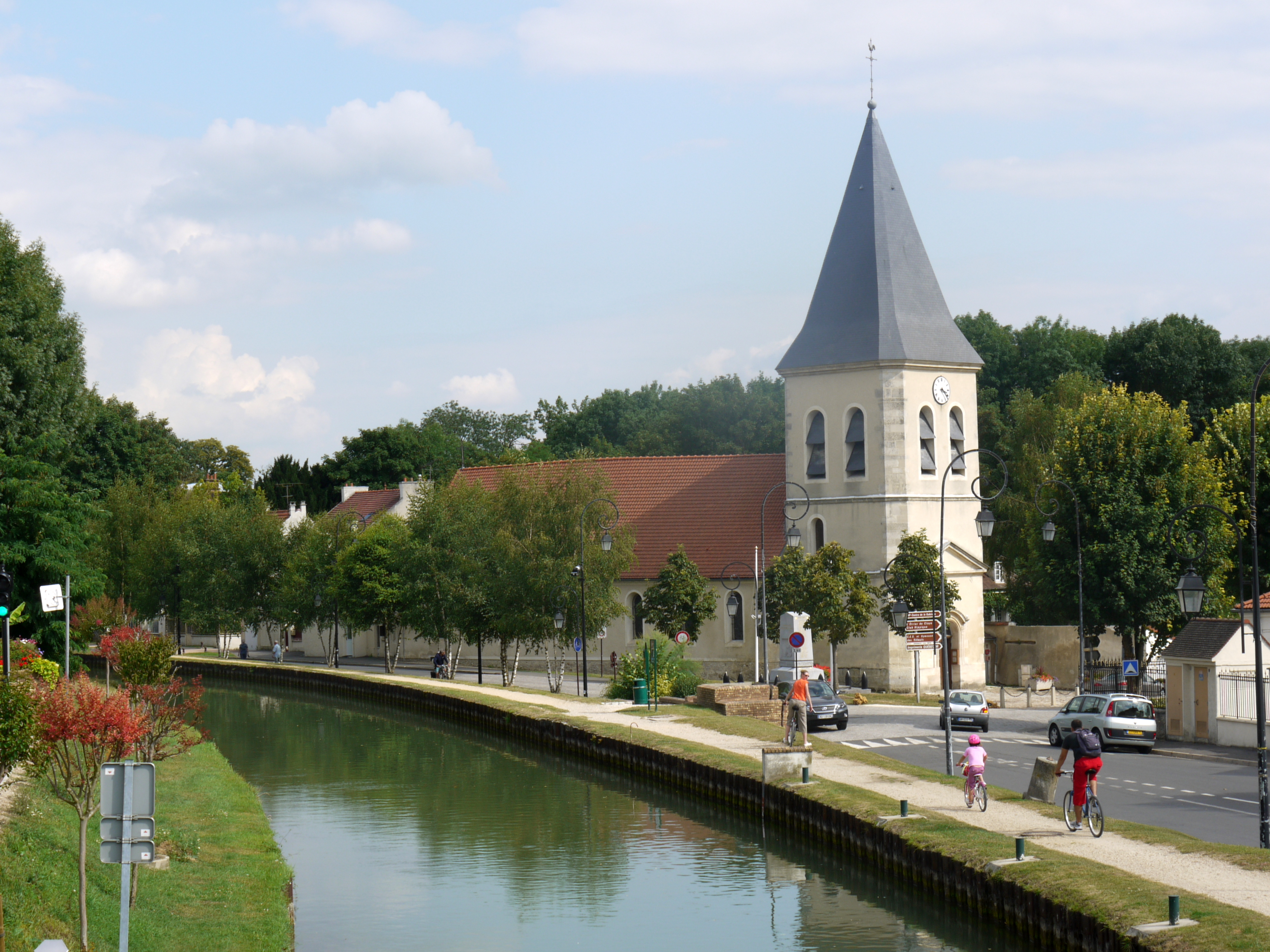
Kirche Saint-Etienne

- Kirche Saint-Etienne (siehe auch: Liste der Monuments historiques in Claye-Souilly)
- Château des Tourelles mit dem Parc du Polignax

## Gemeindepartnerschaften
- Seit 1999 besteht eine Partnerschaft mit der italienischen Gemeinde Soave in der Provinz Verona.

## Persönlichkeiten
- Eugène Varlin (1839–1871), Sozialist und Mitglied der ersten Internationalen
- Gustave Cabaret (1866–1918), Bogenschütze und Olympionike
- Jean Robic (1921–1980), Radrennfahrer, in Claye-Souilly tödlich verunglückt